# Ingemar Adolfsson
Stig Ingemar Adolfsson, född 18 maj 1956 i Göteborg, är en svensk före detta officer i Flygvapnet.

## Biografi
Adolfsson blev fänrik i Flygvapnet 1982. Han befordrades vid Flygvapnets Halmstadsskolor (F 14) till löjtnant 1983, till kapten 1985, till major 1991, till överstelöjtnant 1999 och till överste 2005.
Adolfsson tjänstgjorde sin första tid i Flygvapnet vid Flygvapnets Halmstadsskolor (F 14). Åren 2001–2002 tjänstgjorde han vid den svenska utlandsstyrkan i Kosovo. Åren 2005–2006 var han ställföreträdande chef vid Skaraborgs flygflottilj (F 7). Vid samma flottilj var han även chef under 2006–2008. Därefter var han försvarsattaché vid ambassaden i Helsingfors. Adolfsson har även tjänstgjort i den svenska delegationen vid Neutrala nationernas övervakningskommission (NNSC) i Korea. År 2020 förlängdes Adolfssons förordnande som försvarsattaché  i Ankara (Turkiet) med sidoackreditering till Amman (Jordanien) under tiden 1 augusti 2020 till 31 juli 2021.
Ingemar Adolfsson är gift med Anneli (född Ollanketo 1957). Tillsammans har de två barn, Christian och Caroline.